# Mount Hope (Antarktyda)
Mount Hope – góra położona na Ziemi Palmera, na Antarktydzie. Jest to najwyższy szczyt Półwyspu Antarktycznego.

## Charakterystyka
Jest to masywna góra w centralnej części pasma Eternity Range, w północnej części Ziemi Palmera. Szczyt znajduje się na wysokości 3239 m n.p.m. Do 2017 roku sądzono, że jest on o 377 m niższy i dopiero analiza zdjęć satelitarnych przez British Antarctic Survey ujawniła, że o 55 metrów przewyższa Górę Jacksona (3184 m n.p.m.), dotąd uznawaną za najwyższy szczyt Półwyspu i Brytyjskiego Terytorium Antarktycznego.

## Badania
Jako pierwszy widział ją podczas lotów zwiadowczych 21 i 23 listopada 1935 roku Lincoln Ellsworth, który nadał jej obecną nazwę. Górę zbadał dokładniej John Rymill w listopadzie następnego roku, nie wiedząc jednak, że jest to góra opisana przez Ellswortha, nazwał ją Mount Wakefield. Kolejne fotografie lotnicze wykonali badacze z amerykańskiej Służby Antarktycznej (USAS, ang. U.S. Antarctic Service) w 1940 i ekspedycji Ronne z 1947 roku. Dokładne analizy raportów i badania terenowe Falkland Islands Dependencies Survey z 1960 roku pozwoliły odkryć, że Mt. Hope i Mt. Wakefield to dwie nazwy jednej góry. Późniejsza z nazw została przypisana do wyżyny (Wakefield Highland), leżącej na północny zachód od szczytu.
Nazwa Mount Hope („Góra Nadziei”) pochodzi od jednej z trzech cnót boskich, podobnie jak pozostałych dwóch szczytów Eternity Range (Faith – wiara, Charity – miłość), nazwanych przez Ellswortha.